# Змеёвцы (Дятловский район)
Змеёвцы (бел. Змяёўцы) — деревня в Дятловском сельсовете Дятловского района Гродненской области Белоруссии. По переписи населения 2009 года в Змеёвцах проживало 37 человек. Площадь сельского населённого пункта составляет 34,89 га, протяжённость границ — 3,24 км.

## География
Змеёвцы расположены в 4 км к юго-востоку от Дятлово, 145 км от Гродно, 8 км от железнодорожной станции Новоельня.

## История
В 1624 году упоминаются как Змеёвщина в составе Марковского войтовства Дятловской (Здентельской) волости во владении Сапег.
В 1880 году Змеёвцы — деревня в Дятловской волости Слонимского уезда Гродненской губернии (12 жителей).
Согласно переписи населения Российской империи 1897 года в Змеёвцах насчитывался 31 дом, проживало 140 человек. В 1905 году — 150 жителей.
В 1921—1939 годах Змеёвцы находились в составе межвоенной Польской Республики. В 1923 году деревня относилась к сельской гмине Дятлово Слонимского повята Новогрудского воеводства. В сентябре 1939 года Змеёвцы вошли в состав БССР.
В 1996 году Змеёвцы входили в состав колхоза «Нива». В деревне насчитывалось 28 дворов, проживало 68 человек.

## Известные уроженцы
- Виктор Николаевич Шимук (2.04.1933 — 18.08.1998) — белорусский писатель, переводчик.